# BZB Nr. 12 bis 16 (Triebwagen)
Die Triebwagen 12 bis 16 der Bayerischen Zugspitzbahn sind meterspurige Elektrotriebwagen für den gemischten Adhäsions- und Zahnradbetrieb, die von Stadler Rail geliefert wurden. Von Hersteller und Betreiber wird die Bezeichnung „Doppeltriebwagen“ verwendet, obwohl es sich um Gelenktriebwagen handelt, deren beide Wagenkästen sich auf ein gemeinsames mittiges Drehgestell stützen.

## Geschichte
2006 erfolgte mit den vier Gelenktriebwagen 12, 14, 15 und 16 eine maßgebliche Modernisierung des Fahrzeugparks. Wie die Doppeltriebwagen 10 und 11 können diese Triebwagen die Gesamtstrecke befahren. Die von Stadler Rail unter den Fabriknummern L4122/1 bis L4122/4 gelieferten Fahrzeuge haben eine Leistung von sechsmal 300 Kilowatt, die Höchstgeschwindigkeit entspricht den Triebwagen 10 und 11.
Am 22. Juni 2006 wurde der erste dieser Triebwagen auf drei Tiefladern in Garmisch angeliefert, am 8. Oktober 2006 fand die erste öffentliche Fahrt statt. Die Fahrzeuge waren kurz vor Weihnachten 2003 bestellt worden.
Zusammen mit den Triebwagen 10 und 11 wickeln die Triebwagen die Hauptlast auf der Strecke ab. Dadurch konnten die Triebwagen 1 bis 4 außer Betrieb genommen werden.

## Technik

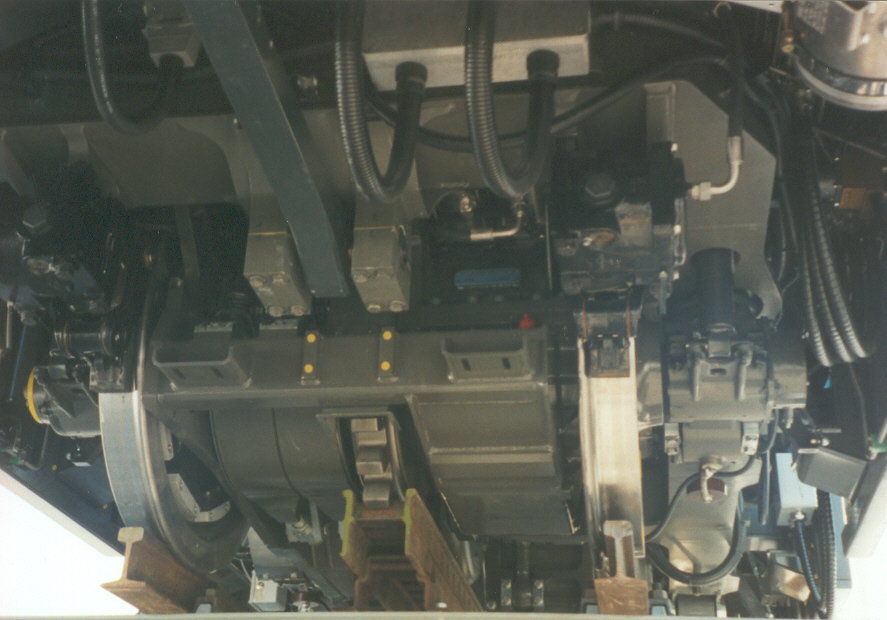
Unterseite des Triebwagens

An der Front erhielten die Fahrzeuge Türen, die immer in Fahrtrichtung Berg gesehen auf der linken Seite angeordnet sind, um auch im Tunnel eine Evakuierung des Fahrzeugs sicherstellen zu können. Das Fahrzeug wird durch drei Triebdrehgestelle angetrieben, die über je zwei Triebachsen mit Adhäsions- und Zahnradantrieb verfügen. Der Antrieb besteht aus drei IGBT-Stromrichtern und sechs eigenbelüfteten Asynchronmotoren. Der Wagenkasten stützt sich über Luftfedern auf die Drehgestelle ab, wobei das mittlere als Jakobsdrehgestell ausgeführt ist. Es besteht eine Übergangsmöglichkeit zwischen den beiden Wagenteilen. Als Betriebsbremse wird eine rückspeisefähige Widerstandsbremse verwendet, dazu kommt eine Adhäsionsklotzbremse für alle sechs Radsätze und zwei voneinander unabhängig wirkende pneumatische Zahnradbremsen, die jeweils auf alle sechs Triebzahnräder wirken.
Die Triebwagen sind in der Lage, einen gebremsten Vorstellwagen mit einer Masse von 20 Tonnen und ungebremste Vorstellwagen mit 13,5 Tonnen zu befördern. Außerdem sind die Triebwagen untereinander doppeltraktionsfähig, jedoch nicht mit den älteren Triebwagen 10 und 11.
Um den Komfort der Fahrgäste zu erhöhen, wurden die Triebwagen mit Kompaktklimageräten und Fahrgastinformationssystem ausgestattet. Des Weiteren besitzen die Triebwagen eine Brandmelde- und Brandbekämpfungsanlage.